# Nagu
Nagu ([na:gʉ]), hay Nauvo ([ˈnɑuʋo]) in Tiếng Phần Lan, là một đô thị của Phần Lan.
Đô thị này nằm ở tỉnh của Tây Phần Lan thuộc vùng Tây Nam Phần Lan. Đô thị này có dân số 1.443 (thời điểm ngày 31 tháng 12 năm 2004)và diện tích 247.51 km² (trừ phần mặt biển) trong đó có 3.66 km² là mặt nước nội địa. Mật độ dân số là 5.92 người trên mỗi km².
Đô thị này sử dụng hai thứ tiếng, đa số nói tiếng Thụy Điển và thiểu số nói tiếng Phần Lan.